# Liste der Biografien/Til
Liste der Biografien |
Portal Biografien |
Personensuche
# |
A |
B |
C |
D |
E |
F |
G |
H |
I |
J |
K |
L |
M |
N |
O |
P |
Q |
R |
S |
T |
U |
V |
W |
X |
Y |
Z |
?
 
Ta |
Tc |
Te |
Tf |
Tg |
Th |
Ti |
Tj |
Tk |
Tl |
Tm |
To |
Tq |
Tr |
Ts |
Tu |
Tv |
Tw |
Tx |
Ty |
Tz
 
Tia |
Tib |
Tic |
Tid |
Tie |
Tif |
Tig |
Tih |
Tii |
Tij |
Tik |
Til |
Tim |
Tin |
Tio |
Tip |
Tiq |
Tir |
Tis |
Tit |
Tiu |
Tiv |
Tiw |
Tix |
Tiy |
Tiz
Die Liste der Biografien führt alle Personen auf, die in der deutschsprachigen Wikipedia einen Artikel haben. Dieses ist eine Teilliste mit 384 Einträgen von Personen, deren Namen mit den Buchstaben „Til“ beginnt.

## Til
- Til, Cornelius Van (1895–1987), niederländisch-US-amerikanischer presbyterianischer systematischer Theologe und Apologet
- Til, Guus (* 1997), niederländischer Fußballspieler
- Til, Salomon van (1643–1713), niederländischer reformierter Theologe
- Til, Sonny (1928–1981), US-amerikanischer Doo-Wop-Sänger

### Tila
- Tilak, Bal Gangadhar (1856–1920), indischer Politiker
- Tilakumara, Nethra (* 1999), britische Schauspielerin
- Tilander, Gunnar (1894–1973), schwedischer Romanist und Jagdwissenschaftler
- Tilas, Daniel (1712–1772), schwedischer Herold, Heraldiker, Genealoge, Mineraloge, Geologe

### Tilb
- Tilbe, Yıldız (* 1966), kurdischstämmige türkische PopsängerinYıldız Tilbe (* 1966)

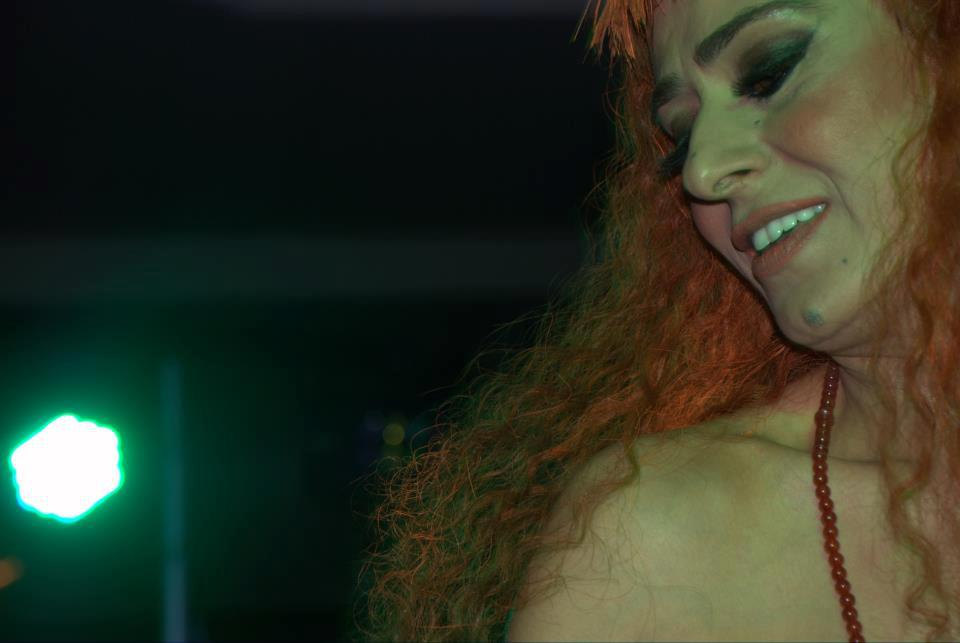
Yıldız Tilbe (* 1966)

- Tilborgh, Gillis van (1625–1678), flämischer Maler
- Tilbrook, Adrian (* 1948), britischer Jazz- und Fusionschlagzeugr
- Tilburg, Henk van (1898–1985), niederländischer Fußballtorhüter
- Tilburg, Stijn van (* 1996), niederländischer Volleyballspieler
- Tilbury, John (* 1936), britischer Pianist
- Tilbury, Zeffie (1863–1950), britische Schauspielerin
- Tilby, Wendy (* 1960), kanadische Animationsfilmerin

### Tilc
- Tilch, Günter (* 1937), deutscher Eisschnellläufer
- Tilch, Horst (1935–2004), deutscher Richter
- Tilch, Klaus-Dieter, deutscher Autor und Verleger
- Tilch, Stefan (* 1968), deutscher Theaterleiter, Regisseur und Filmemacher

### Tild
- Tilden, Bill (1893–1953), US-amerikanischer Tennisspieler
- Tilden, Daniel R. (1804–1890), US-amerikanischer Politiker (United States Whig Party)
- Tilden, Douglas (1860–1935), US-amerikanischer Bildhauer
- Tilden, Freeman (1883–1980), US-amerikanischer Schriftsteller und Journalist
- Tilden, Guy (1858–1929), amerikanischer Architekt
- Tilden, Jane (1910–2002), österreichische SchauspielerinJane Tilden (1910–2002)

Jane Tilden (1910–2002)

- Tilden, Josephine Elizabeth (1869–1957), US-amerikanische Botanikerin und Hochschullehrerin
- Tilden, Samuel J. (1814–1886), US-amerikanischer Politiker
- Tilden, William A. (1842–1926), englischer Chemiker
- Tildy, Zoltán (1889–1961), ungarischer evangelischer Geistlicher und Politiker, Ministerpräsident (1945–1946) und Staatspräsident (1946–1948)

### Tile
- Tile von Damm († 1374), deutscher Ratsherr
- Tile von Kneitlingen, welfischer Ministeriale, mögliches Vorbild für Till Eulenspiegel
- Țilea-Moldovan, Felicia (1967–2025), rumänische Leichtathletin
- Tilebein, Carl Gotthilf (1760–1820), deutscher Kaufmann und Reeder
- Tilebein, Gotthilf Friedrich (1728–1787), deutscher Kaufmann und Reeder
- Tilebein, Sophie Auguste (1771–1854), deutsche Malerin und Grafikerin, Organisatorin des kulturellen Lebens in Stettin
- Tilegant, Friedrich (1910–1968), deutscher Dirigent und Violinist
- Tilelli, John H. junior (* 1941), US-amerikanischer General der US Army
- Tileman, Simon Peter (1601–1688), deutscher Maler
- Tilemann Sculteti, Propst in Coswig und Dekan in Zerbst in Anhalt
- Tilemann von Hussen (1497–1551), evangelischer Theologe und Bischof von Schleswig
- Tilemann, Friederike (* 1967), deutsche Erziehungswissenschaftlerin
- Tilemann, Friedrich (1839–1914), deutscher Verwaltungsbeamter und Parlamentarier
- Tilemann, Friedrich Casimir (1638–1721), Bremer Bürgermeister
- Tilemann, Heinrich (1877–1956), deutscher evangelischer Theologe, Präsident des Oberkirchenrates in Oldenburg
- Tilemann, Hermann (1887–1953), deutscher Politiker (CDU), MdL
- Tilemann, Johann (1696–1773), deutscher Hochschullehrer
- Tilemann, Johannes († 1682), deutscher Arzt und Hochschulprofessor
- Tilemann, Philipp Johann (1640–1708), deutscher Schriftsteller und Theologieprofessor
- Tilemann, Theodor (1820–1897), deutscher Kaufmann und Philanthrop, Gründer des Eilbecker Knabenhortes in Hamburg
- Tilemann, Tielko (1923–2014), deutscher evangelischer Theologe und Landessuperintendent
- Tilemann, Tobias (1584–1614), deutscher Mathematiker
- Tilenau, Wilhelm Gottlieb Tilesius von (1769–1857), deutscher Mediziner, Naturforscher, Zeichner und KupferstecherWilhelm Gottlieb Tilesius von Tilenau (1769–1857)

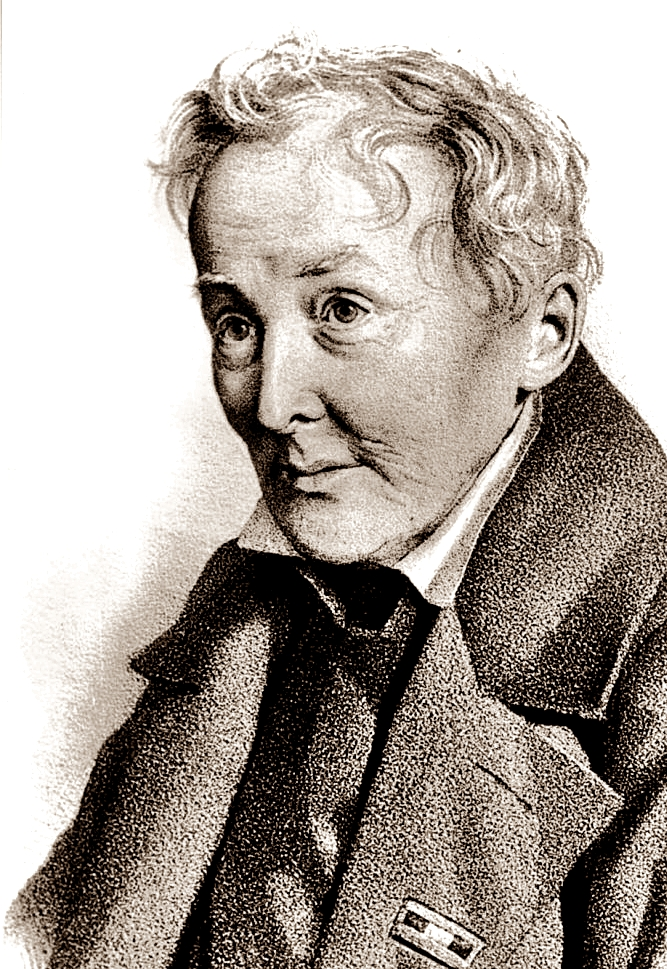
Wilhelm Gottlieb Tilesius von Tilenau (1769–1857)

- Tileschew, Murat (* 1980), kasachischer Fußballspieler
- Tilesius, Balthasar (1673–1735), deutscher Rechtswissenschaftler
- Tilesius, Hieronymus (1529–1566), deutscher lutherischer Theologe und Reformator von Mühlhausen und Eger/Böhmen
- Tileuberdi, Muchtar (* 1968), kasachischer Diplomat und Politiker
- Tileuberdin, Altai (* 1949), kasachischer Politiker
- Tiley, Brad (* 1971), kanadischer Eishockeyspieler und -trainer

### Tilf
- Tilford, Steve (1960–2017), US-amerikanischer Radrennfahrer

### Tilg
- Tilg, Bernhard (* 1967), österreichischer Politiker (ÖVP) und Landesrat in Tirol
- Tilg, Herbert (* 1962), österreichischer Internist
- Tilg, Stefan (* 1976), österreichischer Klassischer und Neulateinischer Philologe
- Tilg, Wilfried (* 1957), österreichischer Militär und Politiker (FPÖ), Abgeordneter zum Nationalrat und Landtagsabgeordneter in Tirol
- Tilga, Karel (* 1998), estnischer Leichtathlet
- Tilgener, Götz (1950–1975), deutscher Kommunarde, Terrorist der Bewegung 2. Juni
- Tilgenkamp, Erich (1898–1966), Schweizer Pilot und Journalist
- Tilger, Willi (1922–2008), deutscher Beamter und Kommunalpolitiker
- Tilghman, Benjamin Chew (1821–1901), US-amerikanischer Erfinder
- Tilghman, Matthew (1718–1790), US-amerikanischer Politiker
- Tilghman, Shirley M. (* 1946), kanadische Molekularbiologin, Hochschullehrerin und Universitätspräsidentin
- Tilghman, Tench (1744–1786), US-amerikanischer Aide-de-camp
- Tilghman, William (1756–1827), amerikanischer Jurist und Politiker
- Tilgner, Jonna (* 1984), deutsche Leichtathletin
- Tilgner, Leo (1892–1971), deutscher Maler und Grafiker des Expressionismus
- Tilgner, Reinhold (1902–1972), deutscher Fußballspieler
- Tilgner, Ulrich (* 1948), deutscher Journalist und Autor
- Tilgner, Viktor (1844–1896), österreichischer Bildhauer
- Tilgner, Walter (* 1934), deutscher Biologe, Naturfotograf und Tontechniker
- Tilgner, Wolfgang (1932–2011), deutscher Lyriker, Texter von Rock- und Schlagertexten und Sachbuchautor

### Tilh
- Tilhere, Bischof von Worcester

### Tili
- Tilicki, Peter (1543–1616), katholischer Bischof
- Tilif, Siir (* 1986), dänisch-türkische Schauspielerin
- Tilihoi, Nicolae (1956–2018), rumänischer Fußballspieler
- Tiling, August (1797–1861), kurländischer Jurist
- Tiling, Heinrich Sylvester Theodor (1818–1871), deutsch-baltisch-amerikanischer Arzt und Naturforscher
- Tiling, Magdalene von (1877–1974), deutsche Religionspädagogin, Politikerin (DNVP), MdR, Schriftstellerin
- Tiling, Matthias (1634–1685), deutscher Mediziner, hessischer und braunschweig-lüneburgischer Leibarzt sowie Professor der Medizin in Rinteln
- Tiling, Reinhold (1893–1933), deutscher Ingenieur, Pilot und Raketenpionier
- Tiling, Xenia (* 1982), deutsche SchauspielerinXenia Tiling (* 1982)

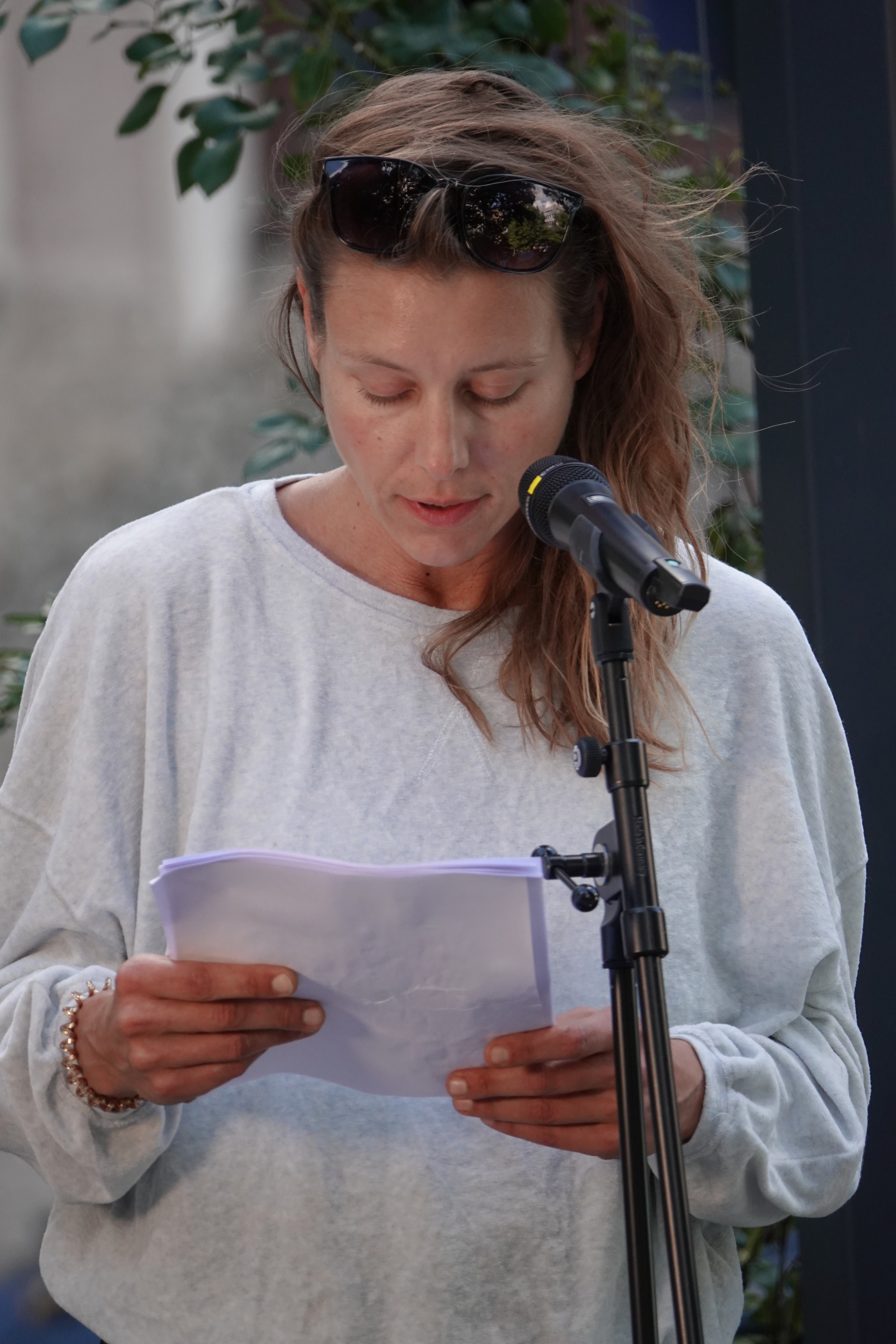
Xenia Tiling (* 1982)

- Tilio, Marco (* 2001), australischer Fußballspieler
- Tilitschejew, Jewgeni Sergejewitsch (1946–2021), russischer Schauspieler und Operettensänger
- Tilitz, Jerry (* 1945), amerikanischer Jazzmusiker
- Tilitzki, Christian (* 1957), deutscher Philosophie- und Wissenschaftshistoriker
- Tiliwaldi, Ismail (* 1944), chinesischer Politiker

### Tilk
- Tilkanen, Lauri (* 1987), finnischer Schauspieler
- Tilke, Hermann (* 1954), deutscher Bauingenieur und Entwickler
- Tilke, Max (1869–1942), deutscher Maler und Kostümforscher
- Tilker, Ewald (1911–1998), deutscher Kanute
- Tilki, Aleyna (* 2000), türkische Popsängerin
- Tilkowski, Hans (1935–2020), deutscher Fußballtorhüter und -trainer

### Till
- Till Eulenspiegel, umherstreifender SchalkTill Eulenspiegel

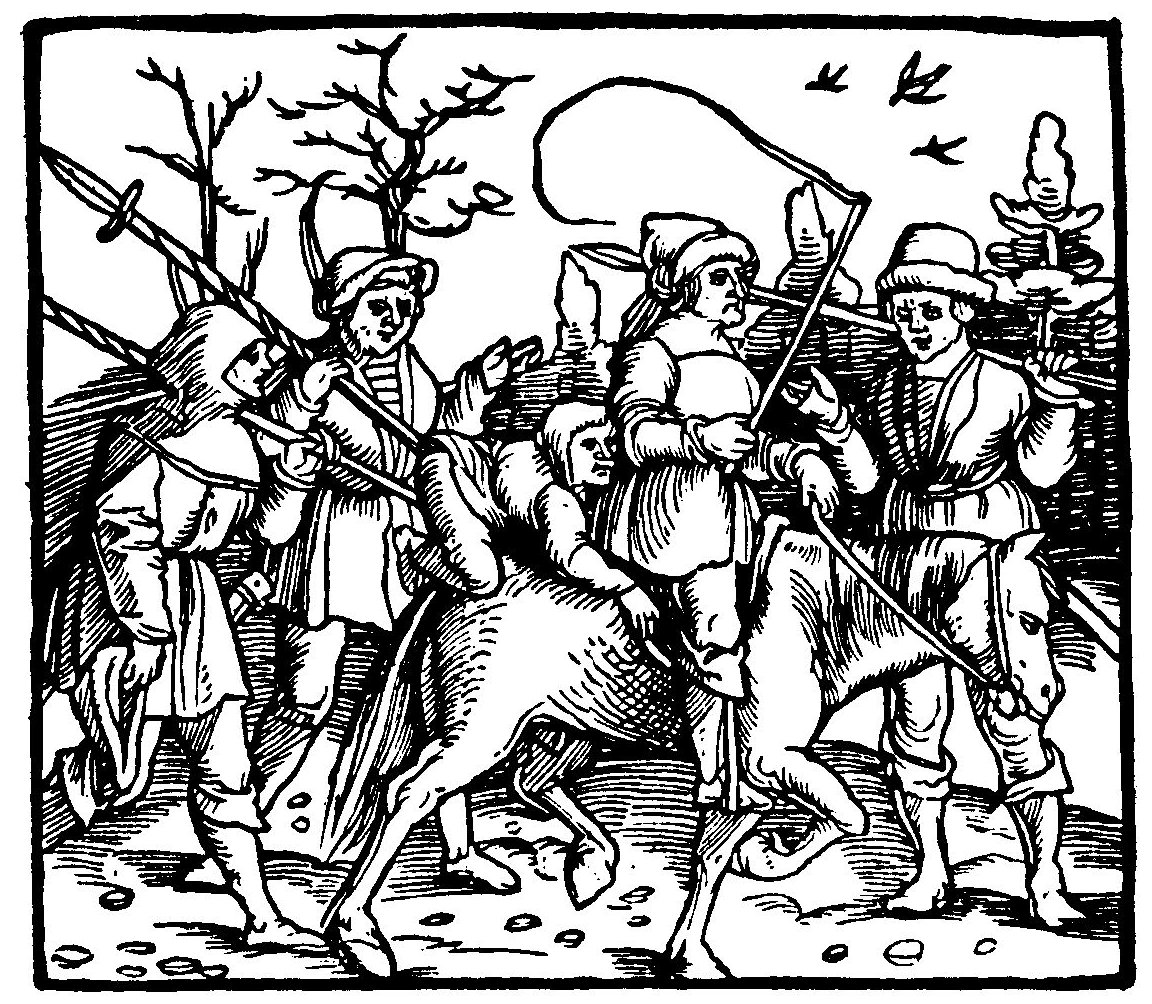
Till Eulenspiegel

- Till, Alfred (1879–1959), österreichischer Paläontologe, Bodenkundler und Geologe
- Till, Aranka (1909–1996), ungarische Fotografin und Bildhauerin
- Till, Christian (* 1977), deutscher Eishockeytorhüter
- Till, Darren (* 1992), britischer Kampfsportler
- Till, Dietmar (* 1969), deutscher Germanist
- Till, Emmett (1941–1955), amerikanisches Mordopfer (Rassismus)
- Till, Eric (* 1929), britischer Regisseur, Filmproduzent und Drehbuchautor
- Till, Geoffrey (* 1945), britischer Marinehistoriker
- Till, Guido (* 1955), deutscher Kommunalpolitiker (SPD, parteilos, CDU)
- Till, Hans (1920–2012), österreichischer Gärtner und Kakteenspezialist
- Till, Hermann (* 1873), deutscher Gymnasiallehrer und Mitglied des Provinziallandtages der Provinz Hessen-Nassau
- Till, Ignaz (1891–1945), österreichischer Politiker (SPÖ), Landtagsabgeordneter und Landesrat im Burgenland
- Till, James (1931–2025), kanadischer Biophysiker und Krebsforscher
- Till, Jochen (* 1966), deutscher Schriftsteller
- Till, Johann der Jüngere (1827–1894), österreichischer Maler
- Till, Kera (* 1981), deutsch-französische Illustratorin
- Till, Leopold (1830–1893), österreichischer Historien- und Genremaler
- Till, Lucas (* 1990), US-amerikanischer SchauspielerLucas Till (* 1990)

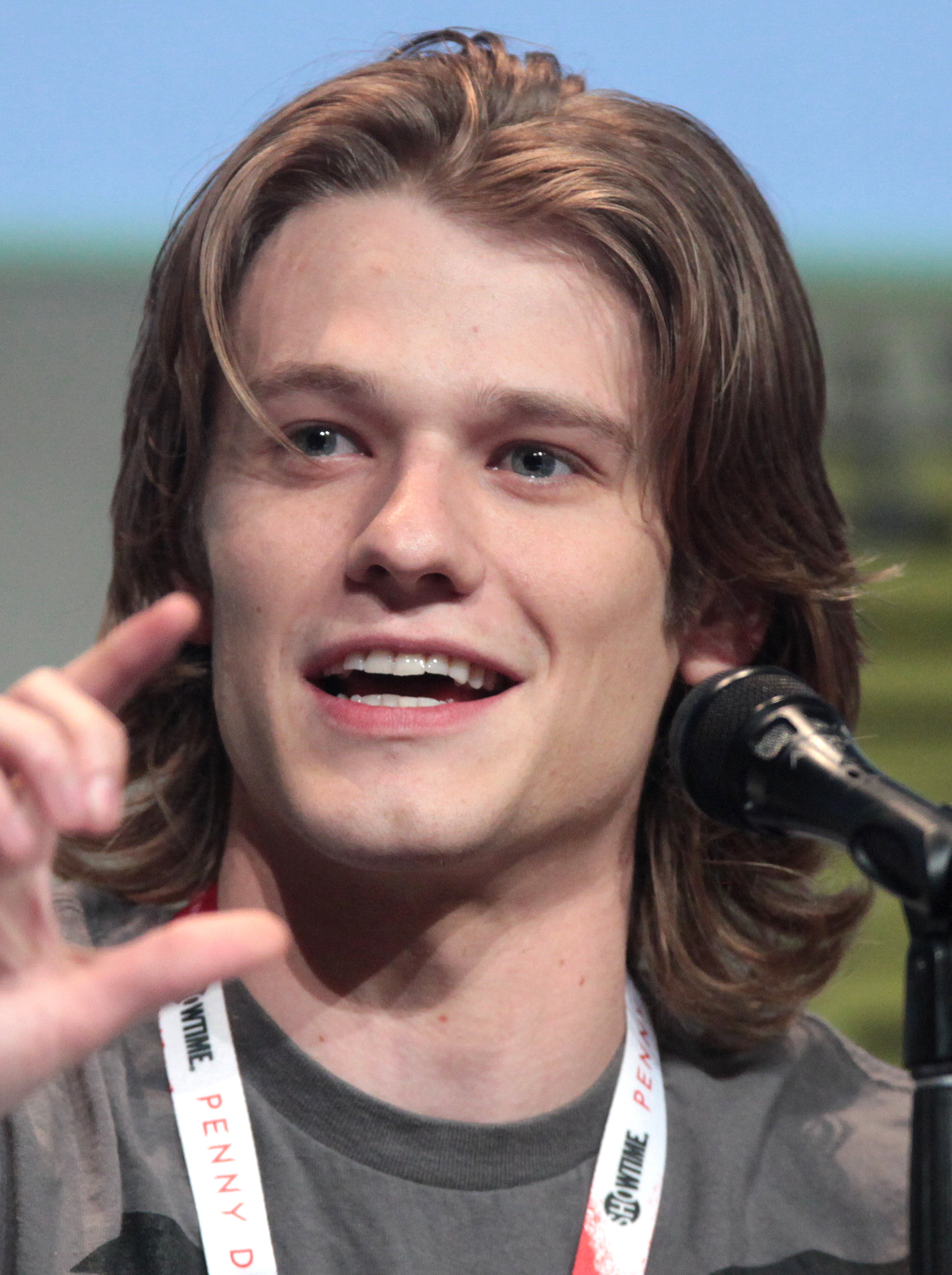
Lucas Till (* 1990)

- Till, Markus (* 1970), deutscher Autor, Musiker und Blogger
- Till, Rudolf (1906–1973), österreichischer Historiker und Archivar
- Till, Rudolf (1911–1979), deutscher Altphilologe
- Till, Walter (1894–1963), österreichischer Koptologe
- Tillaboev, Shohid (* 1983), usbekischer Boxfunktionär
- Tillack, Hans-Martin (* 1961), deutscher Journalist
- Tillack, Heike (* 1968), deutsche Leichtathletin
- Tillandz, Elias (1640–1693), schwedischer Botaniker und Professor der Medizin an der Akademie zu Turku
- Tillard, Jean-Marie (1927–2000), kanadischer katholischer Theologe
- Tillard, Violet (1874–1922), britische Krankenschwester, Suffragette, Pazifistin und Quäkerin
- Tillawi, Hesham (* 1964), US-amerikanischer TV-Talkmaster und politischer Analyst
- Tillberg, Gustav Salomon (1777–1859), schwedischer Mathematiker und Physiker
- Tille, Alexander (1866–1912), deutscher Germanist, Philosoph und Funktionär von Wirtschaftsverbänden
- Tille, Armin (1870–1941), deutscher Archivar, Bibliothekar und Historiker
- Tille, Ferdinand (* 1988), deutscher Volleyballspieler
- Tille, Johannes (* 1997), deutscher VolleyballspielerJohannes Tille (* 1997)

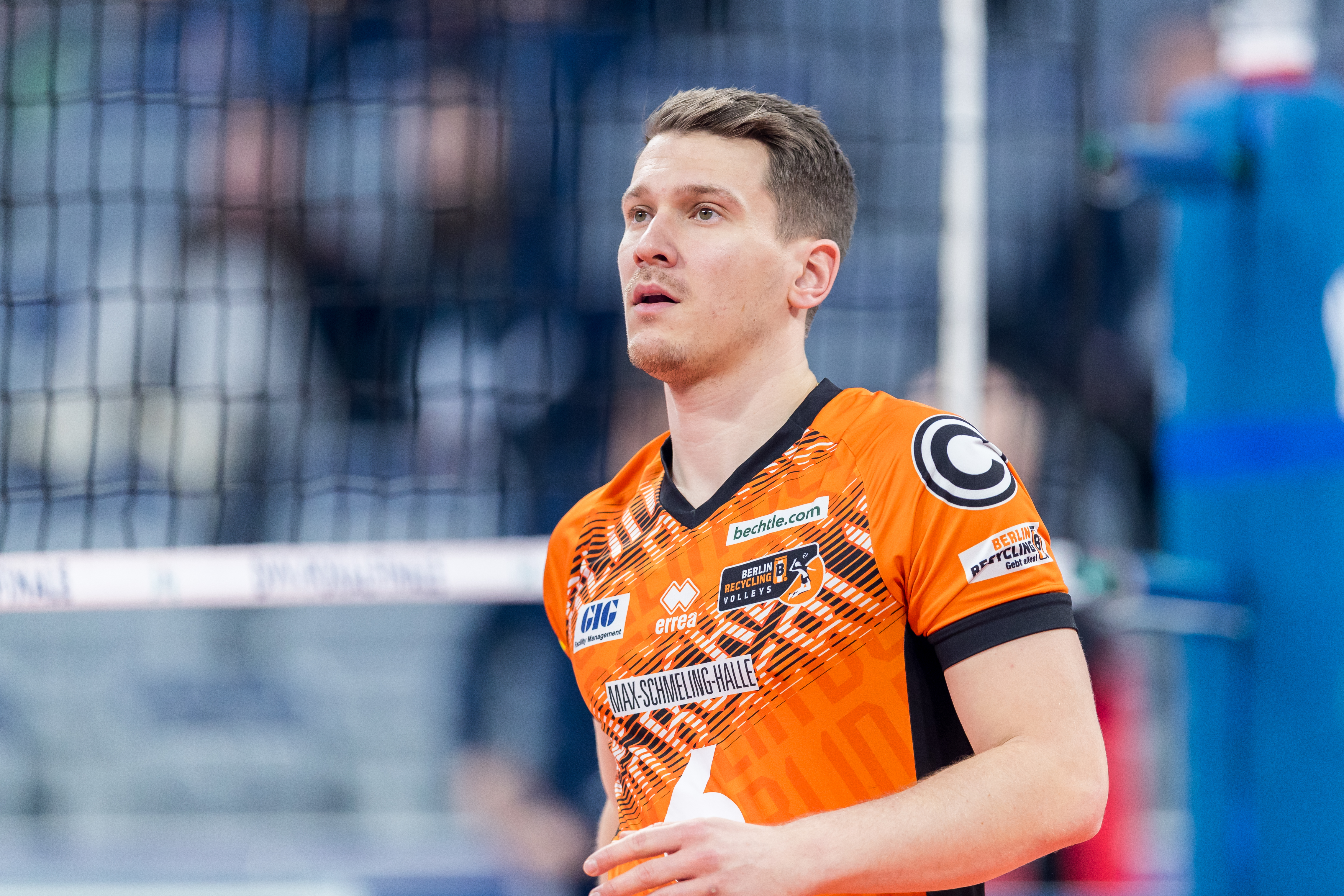
Johannes Tille (* 1997)

- Tille, Leonhard (* 1995), deutscher Volleyballspieler
- Tille, Martin (1883–1956), deutscher Landschaftsmaler
- Tille, Peter (* 1938), deutscher Bibliothekar, Schriftsteller und Aphoristiker
- Tille, Václav (1867–1937), tschechoslowakischer Literaturhistoriker, Ethnograph, Komparatist und Schriftsteller
- Tille, Walter (1906–1986), deutscher Gewerkschafter (FDGB) und Politiker, MdV
- Tille-Hankamer, Edda (1895–1982), deutsch-amerikanische Germanistin und Hochschullehrerin
- Tillegreen, Lillian (1925–2002), dänische Schauspielerin
- Tillemans, Herman (1902–1975), niederländischer Ordensgeistlicher, römisch-katholischer Erzbischof von Merauke
- Tiller, Adolf (* 1939), österreichischer Politiker (ÖVP)
- Tiller, Anton (1881–1967), österreichischer Schauspieler, Rezitator und Theaterleiter
- Tiller, Bryson (* 1993), US-amerikanischer Sänger, Rapper und SongwriterBryson Tiller (* 1993)

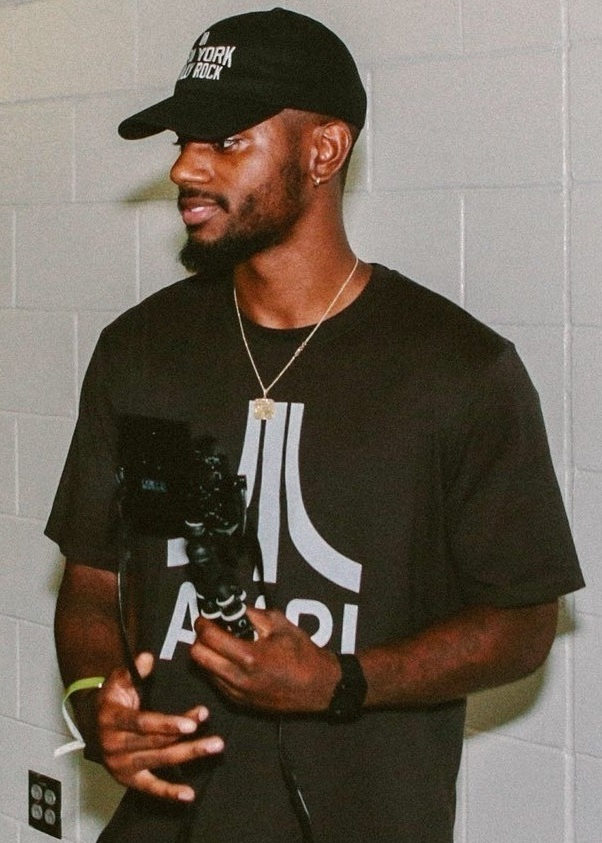
Bryson Tiller (* 1993)

- Tiller, Carl Frode (* 1970), norwegischer Schriftsteller
- Tiller, Elisabeth (* 1964), deutsche Romanistin
- Tiller, Friedrich-Wilhelm (* 1949), deutscher Arzt, Unternehmer, Musiker und Autor
- Tiller, Georg (* 1981), österreichischer Filmregisseur, Filmproduzent, Drehbuchautor und bildender Künstler
- Tiller, George (1941–2009), US-amerikanischer Mediziner
- Tiller, Henry (1914–1999), norwegischer Boxer
- Tiller, Mavis (1901–1989), neuseeländische Wissenschaftlerin und Frauenrechtlerin
- Tiller, Nadja (1929–2023), österreichisch-deutsche SchauspielerinNadja Tiller (1929–2023)

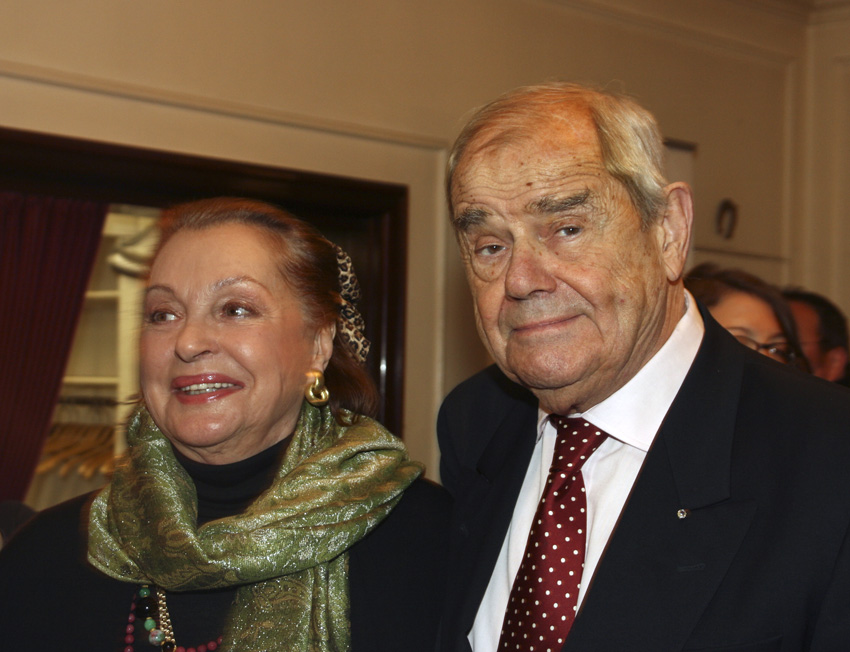
Nadja Tiller (1929–2023)

- Tiller, Rasmus (* 1996), norwegischer Radrennfahrer
- Tiller, Simen (* 1995), norwegischer Nordischer Kombinierer
- Tiller, Terence (1916–1987), britischer Dichter und Hochschullehrer
- Tillers, Imants (* 1950), australischer Konzeptkünstler und Maler
- Tillerson, Rex (* 1952), US-amerikanischer Manager
- Tillery, Jerry (* 1996), US-amerikanischer American-Football-Spieler
- Tillery, Linda (* 1948), US-amerikanische Sängerin und Musikproduzentin
- Tillessen, Heinrich (1894–1984), deutscher Attentäter
- Tillessen, Karl (1891–1979), deutscher Korvettenkapitän; Mitglied der Organisation Consul
- Tillessen, Rudolf (1857–1926), deutscher Architekt
- Tillessen, Werner (1880–1953), deutscher Admiral im Zweiten Weltkrieg
- Tillet, Mathieu (1714–1791), französischer Botaniker, Agronom, Verwaltungsbeamter und Metallurge
- Tillett, Ben (1860–1943), britischer Gewerkschafter und Politiker
- Tillett, William S. (1892–1974), US-amerikanischer Internist und Mikrobiologe
- Tillette, Caroline (* 1988), französisch-schweizerische Schauspielerin
- Tilley, Alex (* 1993), britische Skirennläuferin
- Tilley, Alexander (* 1944), kanadischer Musikpädagoge, Chorleiter und Komponist
- Tilley, Arthur Augustus (1851–1942), britischer Romanist und Historiker
- Tilley, Cecil Edgar (1894–1973), australisch-britischer Petrologe und Geologe
- Tilley, Don (* 1954), US-amerikanischer Chemiker und Hochschullehrer
- Tilley, Julia (* 1989), neuseeländische Beachvolleyballspielerin
- Tilley, Kyle (* 1988), britischer Autorennfahrer
- Tilley, Patrick (1928–2020), britischer Autor, Grafikdesigner und Drehbuchautor
- Tilley, Samuel Leonard (1818–1896), kanadischer Politiker, Premierminister und Vizegouverneur von New Brunswick
- Tilley, Sue (* 1957), britisches Aktmodell und Autorin
- Tilley, Vesta (1864–1952), britische Sängerin und Schauspielerin
- Tilley, Virginia (* 1953), US-amerikanische Politikwissenschaftlerin
- Tilli, Endre (1922–1958), ungarischer Fechter
- Tilli, Michelangelo (1655–1740), italienischer Arzt und Botaniker
- Tilli, Stefano (* 1962), italienischer Leichtathlet
- Tillian, Robert (* 1945), österreichischer Theaterschauspieler
- Tillian, Rudolf (1913–2013), österreichischer Politiker (SPÖ)
- Tillich, Ernst (1780–1807), deutscher Pädagoge
- Tillich, Ernst (1809–1852), deutscher Pädagoge und Lausitzer Landeshistoriker
- Tillich, Ernst (1910–1985), deutscher Theologe; Vorsitzender der „Kampfgruppe gegen Unmenschlichkeit“
- Tillich, Hannah (1896–1988), deutsche Zeichenlehrerin, Modell, Malerin und Schriftstellerin
- Tillich, Paul (1886–1965), deutscher protestantischer Theologe (Dogmatiker) und ReligionsphilosophPaul Tillich (1886–1965)

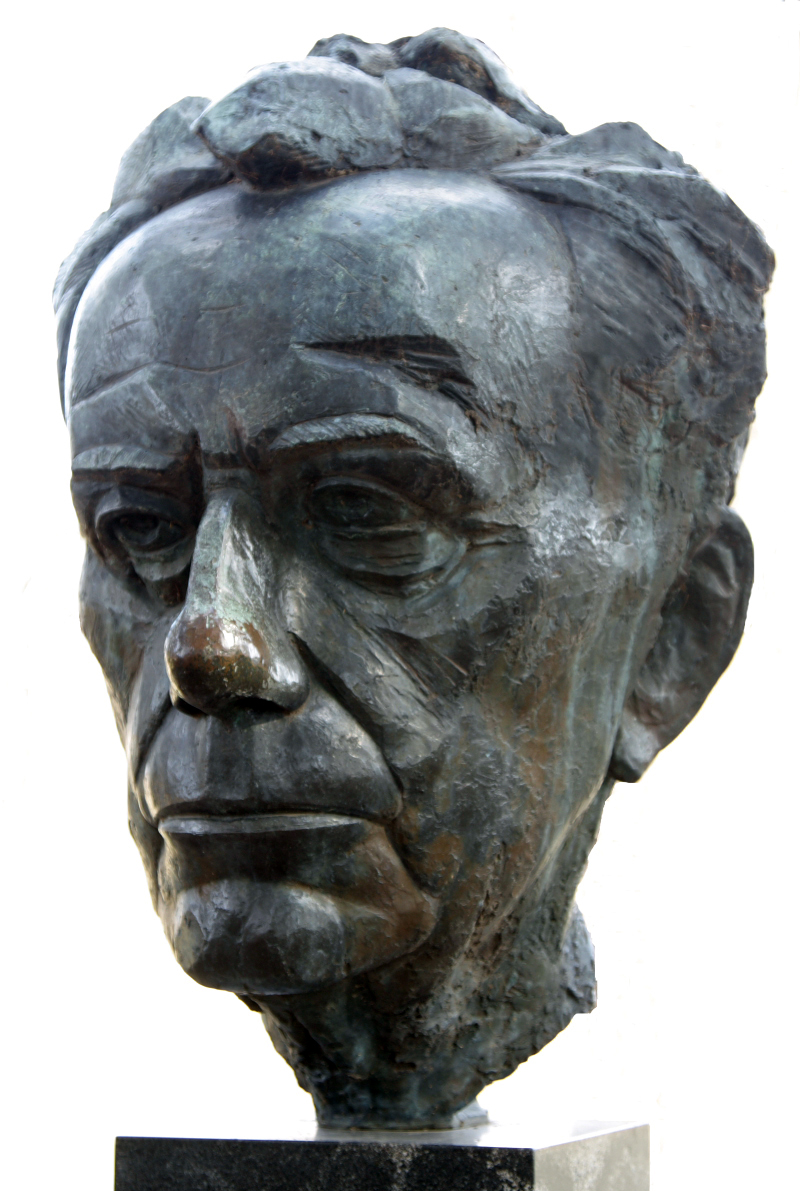
Paul Tillich (1886–1965)

- Tillich, Stanislaw (* 1959), deutscher Politiker (DDR-CDU, CDU), MdV, MdL, MdEP
- Tillich, Wolfgang (1939–1988), deutscher Fußballtorhüter
- Tillie, Killian (* 1998), französischer Basketballspieler
- Tillie, Kim (* 1988), französischer Basketballspieler
- Tillie, Laurent (* 1963), französischer Volleyballtrainer und -spieler
- Tillier, Abraham (1594–1654), Schweizer Politiker
- Tillier, Abraham (1634–1704), Schweizer Politiker
- Tillier, Anton († 1551), Schweizer Politiker
- Tillier, Claude (1801–1844), französischer Autor
- Tillier, Doria (* 1986), französische Schauspielerin und DrehbuchautorinDoria Tillier (* 1986)

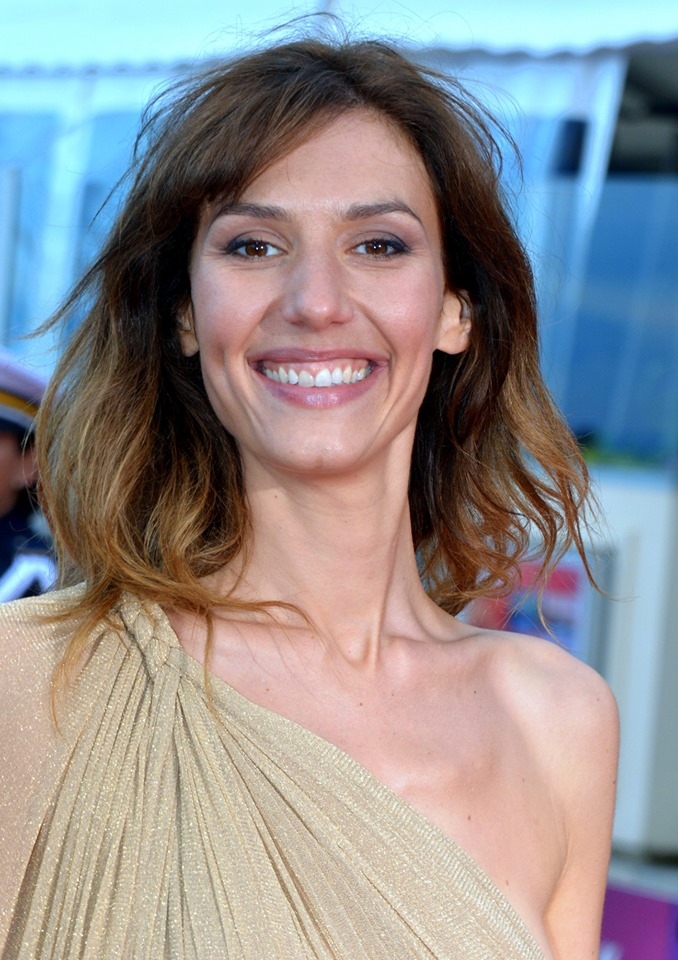
Doria Tillier (* 1986)

- Tillier, Emanuel Samuel (1751–1835), Schweizer Soldat und Politiker
- Tillier, Jean-Baptiste de (1678–1744), Historiker aus dem Aostatal
- Tillier, Johann Anton († 1562), Schweizer Soldat und Politiker
- Tillier, Johann Anton (1528–1598), Schweizer Politiker
- Tillier, Johann Anton (1569–1634), Schweizer Politiker
- Tillier, Johann Anton († 1682), Berner und Schweizer Politiker
- Tillier, Johann Anton (1637–1705), Schweizer Politiker
- Tillier, Johann Anton (1675–1731), Schweizer Politiker
- Tillier, Johann Anton († 1771), Ratsmitglied und Schultheiss der Stadt Bern
- Tillier, Johann Anton († 1761), Schweizer Offizier und Magistrat
- Tillier, Johann Anton von (1792–1854), Schweizer Historiker und Politiker
- Tillier, Johann Franz (1662–1739), Berner und Schweizer Militär in holländischen und österreichischen Diensten
- Tillier, Johann Rudolf († 1516), Berner Politiker
- Tillier, Johann Rudolf (1629–1695), Berner Politiker
- Tillier, Johann Rudolf († 1746), Berner und Schweizer Politiker
- Tillier, Joseph Maximilian von († 1788), österreichischer Feldmarschall-Lieutenant, Inhaber des Infanterieregiments Nr. 14
- Tilliet, Fabien (* 1980), französischer Ruderer
- Tilliette, Jean-Yves (* 1954), französischer Mittellateiner
- Tilliette, Xavier (1921–2018), französischer Philosoph, Theologe und Jesuit
- Tillieux, Maurice (1921–1978), belgischer Comiczeichner
- Tillig, Hermann (* 1849), deutscher Politiker (SPD), MdL und Gewerkschafter
- Tillim, Guy (* 1962), südafrikanischer Fotograf (Presse- und Kunstfotografie)
- Tillim, Sidney (1925–2001), US-amerikanischer Maler und Kunstkritiker
- Tilling, Camilla (* 1971), schwedische Opern- und Konzertsängerin in der Stimmlage Sopran
- Tilling, Peter (* 1975), deutscher Dirigent, Cellist und Musikpädagoge
- Tillinger Koskoff, Emma (* 1972), US-amerikanische Filmproduzentin
- Tillinghast, Albert Warren (1874–1942), US-amerikanischer Golfarchitekt
- Tillinghast, Joseph L. (1791–1844), US-amerikanischer Politiker
- Tillinghast, Thomas (1742–1821), US-amerikanischer Jurist und Politiker
- Tillion, Clem (1925–2021), US-amerikanischer Politiker
- Tillion, Émilie (1876–1945), französische Schriftstellerin und Kunstkritikerin
- Tillion, Germaine (1907–2008), französische Ethnologin und Widerstandskämpferin der Résistance
- Tillis, Bishop Perry (1919–2004), US-amerikanischer Bluesmusiker
- Tillis, James (* 1957), US-amerikanischer SchwergewichtsboxerJames Tillis (* 1957)

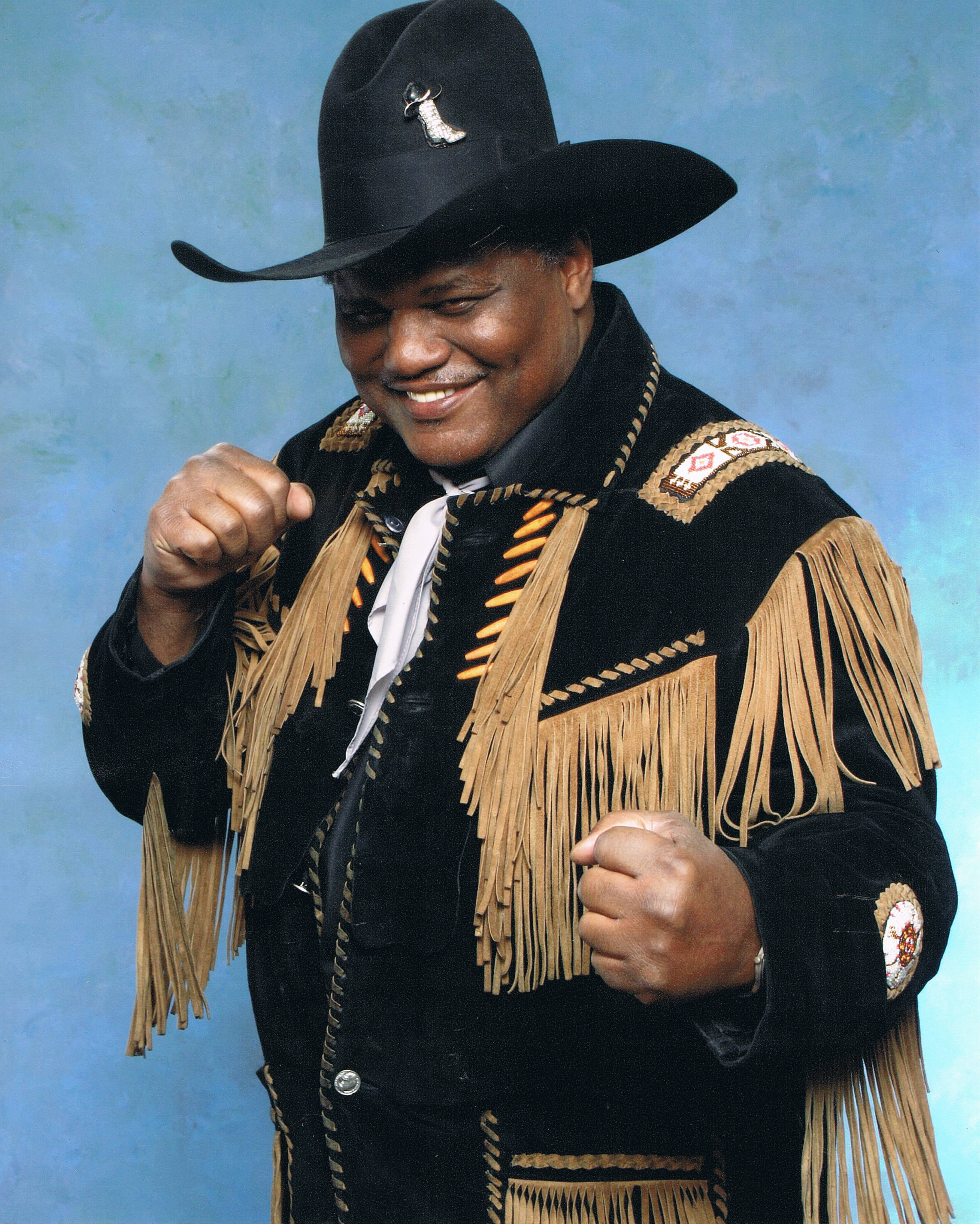
James Tillis (* 1957)

- Tillis, Mel (1932–2017), US-amerikanischer Country-Sänger und Songwriter
- Tillis, Pam (* 1957), US-amerikanische Country-Sängerin
- Tillis, Thom (* 1960), amerikanischer Politiker
- Tillisch, Christian Ludvig (1797–1844), dänischer Regierungsbeamter
- Tillisch, Fritz (1801–1889), dänischer Jurist, Gutsherr und Politiker, Mitglied des Folketing, Minister
- Tillius Cimber, Lucius, römischer Senator und Mitverschwörer gegen Gaius Julius Cäsar
- Tillius Rufus, Marcus, römischer Centurio
- Tillkes, Otto (1884–1949), deutscher Maler
- Tillman, Benjamin (1847–1918), US-amerikanischer Politiker, Gouverneur von South Carolina
- Tillman, Brittany (* 1989), US-amerikanische Volleyballspielerin
- Tillman, Charles (* 1981), US-amerikanischer American-Football-Spieler
- Tillman, Floyd (1914–2003), US-amerikanischer Country-Musiker und Songschreiber
- Tillman, George D. (1826–1902), US-amerikanischer Politiker
- Tillman, George, Jr. (* 1969), US-amerikanischer Regisseur, Drehbuchautor und Filmproduzent
- Tillman, Henry (* 1960), US-amerikanischer Boxer
- Tillman, James (1869–1911), US-amerikanischer Politiker
- Tillman, John N. (1859–1929), US-amerikanischer Politiker
- Tillman, Lewis (1816–1886), US-amerikanischer Politiker
- Tillman, Malik (* 2002), US-amerikanisch-deutscher FußballspielerMalik Tillman (* 2002)

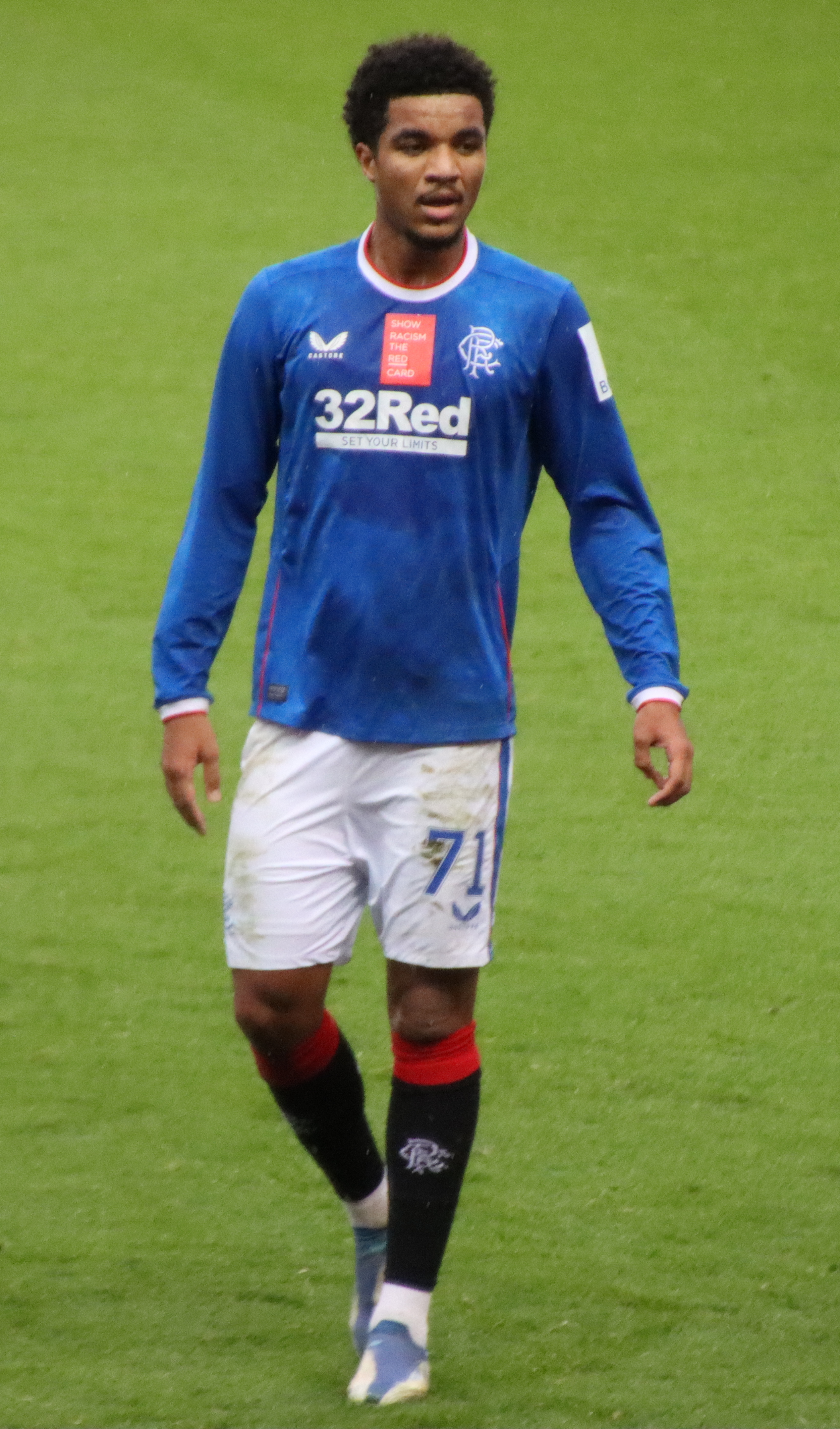
Malik Tillman (* 2002)

- Tillman, Martin (* 1964), Schweizer Cellist und Komponist
- Tillman, Pat (1976–2004), US-amerikanischer American-Football-Spieler
- Tillman, Samuel Escue (1847–1942), US-amerikanischer Militär, General der US Army
- Tillman, Thore (1915–2004), schwedischer Langstreckenläufer
- Tillman, Timothy (* 1999), deutscher Fußballspieler
- Tillman, Xavier (* 1999), US-amerikanischer Basketballspieler
- Tillmann von Solignac (608–702), Priester, Einsiedler und Heiliger
- Tillmann, Adrian Julius (* 1997), deutscher Filmschauspieler
- Tillmann, Angela (1957–2025), deutsche Politikerin (SPD), MdL
- Tillmann, Antje (* 1964), deutsche Politikerin (CDU), MdB
- Tillmann, Bernhard (* 1939), deutscher Anatom und Hochschullehrer
- Tillmann, Berthold (* 1950), deutscher Politiker (CDU), Oberbürgermeister von Münster
- Tillmann, Cinja (* 1991), deutsche Volleyball- und BeachvolleyballspielerinCinja Tillmann (* 1991)

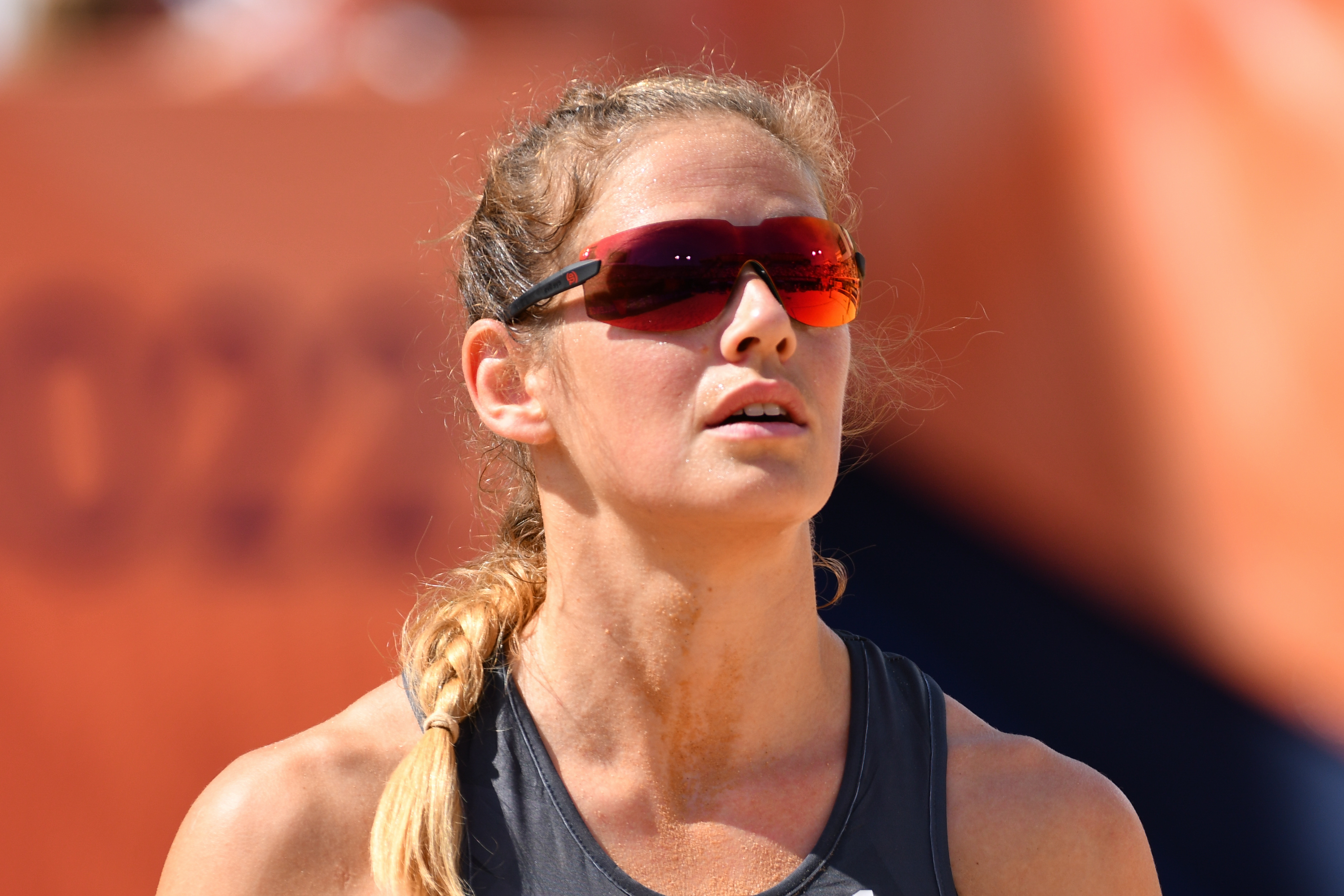
Cinja Tillmann (* 1991)

- Tillmann, Curt (1894–1981), deutscher Buchhändler, Erzähler und Essayist
- Tillmann, Doris (* 1958), deutsche Archivarin und Kulturhistorikerin, Ausstellungskuratorin, Autorin und Herausgeberin
- Tillmann, Ferdinand (* 1932), deutscher Unternehmer und Politiker (CDU), MdB
- Tillmann, Franz (1905–1979), deutscher Beamter, Staatssekretär und Verbandsvertreter
- Tillmann, Friedrich (1903–1964), deutscher Leiter der Büroabteilung der nationalsozialistischen Krankenmorde, Direktor der Wohlfahrtswaisenpflege in Köln
- Tillmann, Fritz (1874–1953), deutscher katholischer Theologe und Hochschullehrer
- Tillmann, Fritz (1910–1986), deutscher Schauspieler und Synchronsprecher
- Tillmann, Georg (1882–1941), Bankier, Sammler und Mäzen
- Tillmann, Gilbert (* 1982), deutscher Reiter
- Tillmann, Hans Günter (1936–2021), deutscher Sprachwissenschaftler und Phonetiker
- Tillmann, Harry (1912–1986), estnischer Veterinärmediziner
- Tillmann, Heinrich (1867–1959), deutscher Bauingenieur und Bremer Baubeamter
- Tillmann, Heinz Günther (1924–2017), deutscher Mathematiker
- Tillmann, Henning (* 1985), deutscher Politiker (SPD)
- Tillmann, Klaus-Jürgen (* 1944), deutscher Erziehungswissenschaftler
- Tillmann, Matthias (* 1983), deutscher Fußballfunktionär
- Tillmann, Miia (* 2005), estnische Stabhochspringerin
- Tillmann, Ole (* 1981), deutscher Schauspieler, Moderator und Coach
- Tillmann, Philipp (* 1809), bayerischer Landtagsabgeordneter und Weinbauer
- Tillmann, Pia (* 1985), deutsche Laiendarstellerin, Model und ModeratorinPia Tillmann (* 1985)

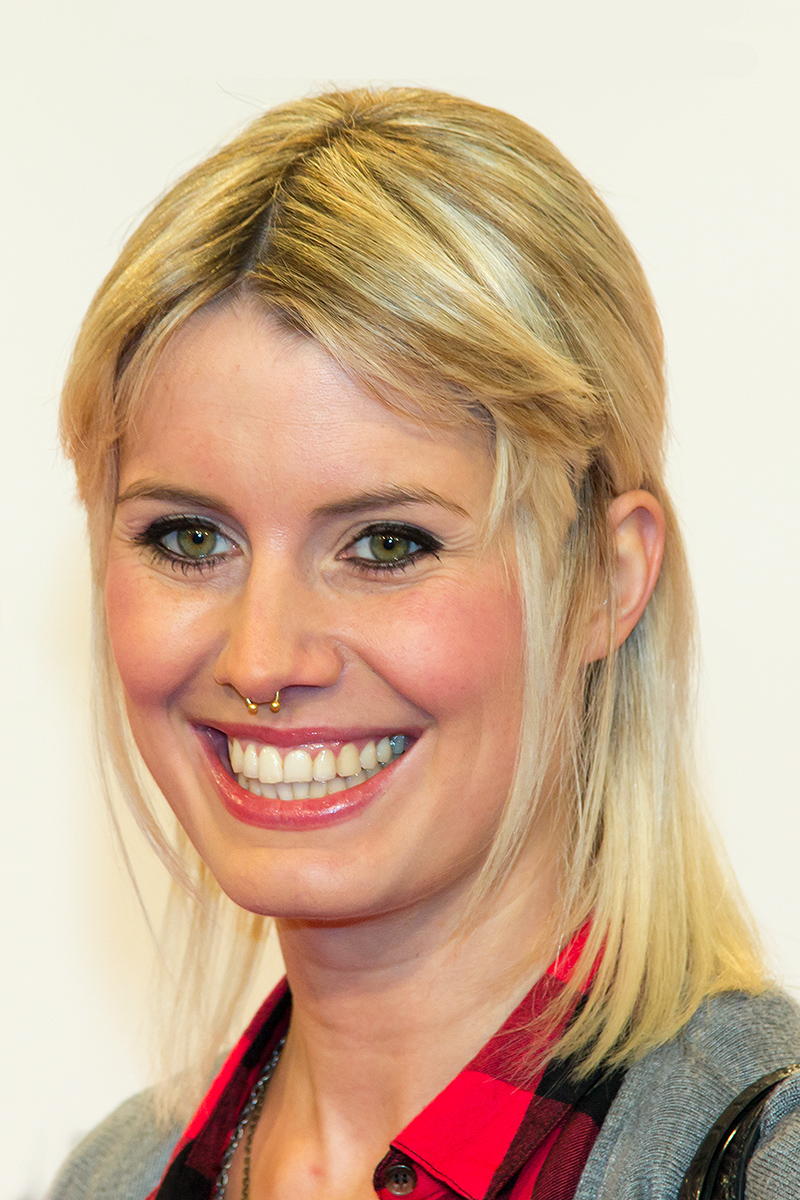
Pia Tillmann (* 1985)

- Tillmann, Rolf (1895–1985), deutscher Maler
- Tillmann, Rudolf (1941–2021), deutscher Wirtschaftsjurist und Heimatforscher
- Tillmann, Stefan (* 1979), deutscher Journalist und Buchautor
- Tillmann, Ulrike (* 1962), deutsche Mathematikerin
- Tillmann, Wolfgang (* 1961), deutscher Maschinenbauingenieur
- Tillmanns, Andrea (* 1972), deutsche Schriftstellerin
- Tillmanns, Kathrin (* 1968), deutsche Fotografin und Wissenschaftlerin
- Tillmanns, Kerstin (* 1968), deutsche Rechtswissenschaftlerin
- Tillmanns, Markus (* 1975), deutscher Autor von Fantasy- und Kriminalromanen
- Tillmanns, Robert (1896–1955), deutscher Politiker (CDU), MdB
- Tillmanns, Robert Hermann (1844–1927), deutscher Mediziner, Chirurg
- Tillmanns, Urs (* 1945), Schweizer Fotograf und Fachpublizist für Fotografie
- Tillmanns, Walter (1873–1944), deutscher Generalmajor
- Tillmans, Josef (1876–1935), deutscher Lebensmittelchemiker
- Tillmans, Willi (1888–1985), deutscher Kunstmaler
- Tillmans, Wolfgang (* 1968), deutscher FotografWolfgang Tillmans (* 1968)

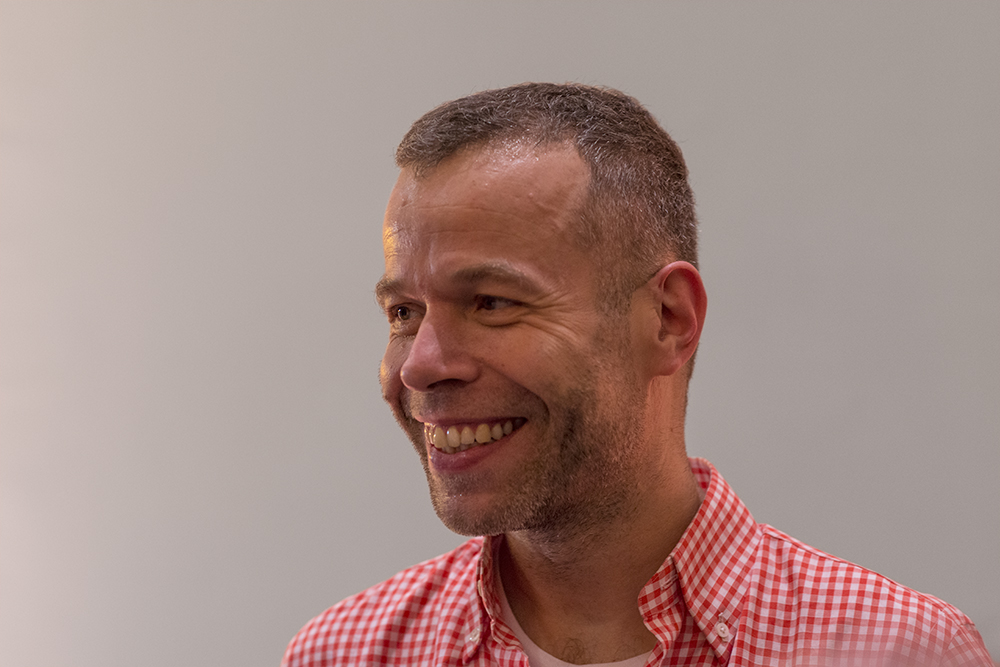
Wolfgang Tillmans (* 1968)

- Tillmetz, Rudolf (1847–1915), deutscher Flötist, Flötenlehrer und Komponist
- Tillmetz, Rudolf (1880–1966), deutscher Maler
- Tillner, Silja (* 1960), österreichische Architektin und Stadtplanerin
- Tillo, Jakob (1887–1926), estnischer Flugpionier, Diplomat und Unternehmer
- Tillon, Charles (1897–1993), französischer Politiker
- Tillon, Raymonde (1915–2016), französische Politikerin, Mitglied der Nationalversammlung
- Tillot, Charles (1825–1906), französischer Maler, Kunstkritiker, Fotograf und Kunstsammler
- Tillotson, Brooks (1930–2018), US-amerikanischer Theater-, Jazz-, Orchester- und Studiomusiker
- Tillotson, Johnny (1938–2025), US-amerikanischer Pop- und Country-Sänger
- Tillotson, Robert L. (1786–1878), US-amerikanischer Jurist und Politiker
- Tillotson, Thomas (1750–1832), US-amerikanischer Politiker
- Tillschneider, Hans-Thomas (* 1978), deutscher Islamwissenschaftler und Politiker (AfD), MdLHans-Thomas Tillschneider (* 1978)

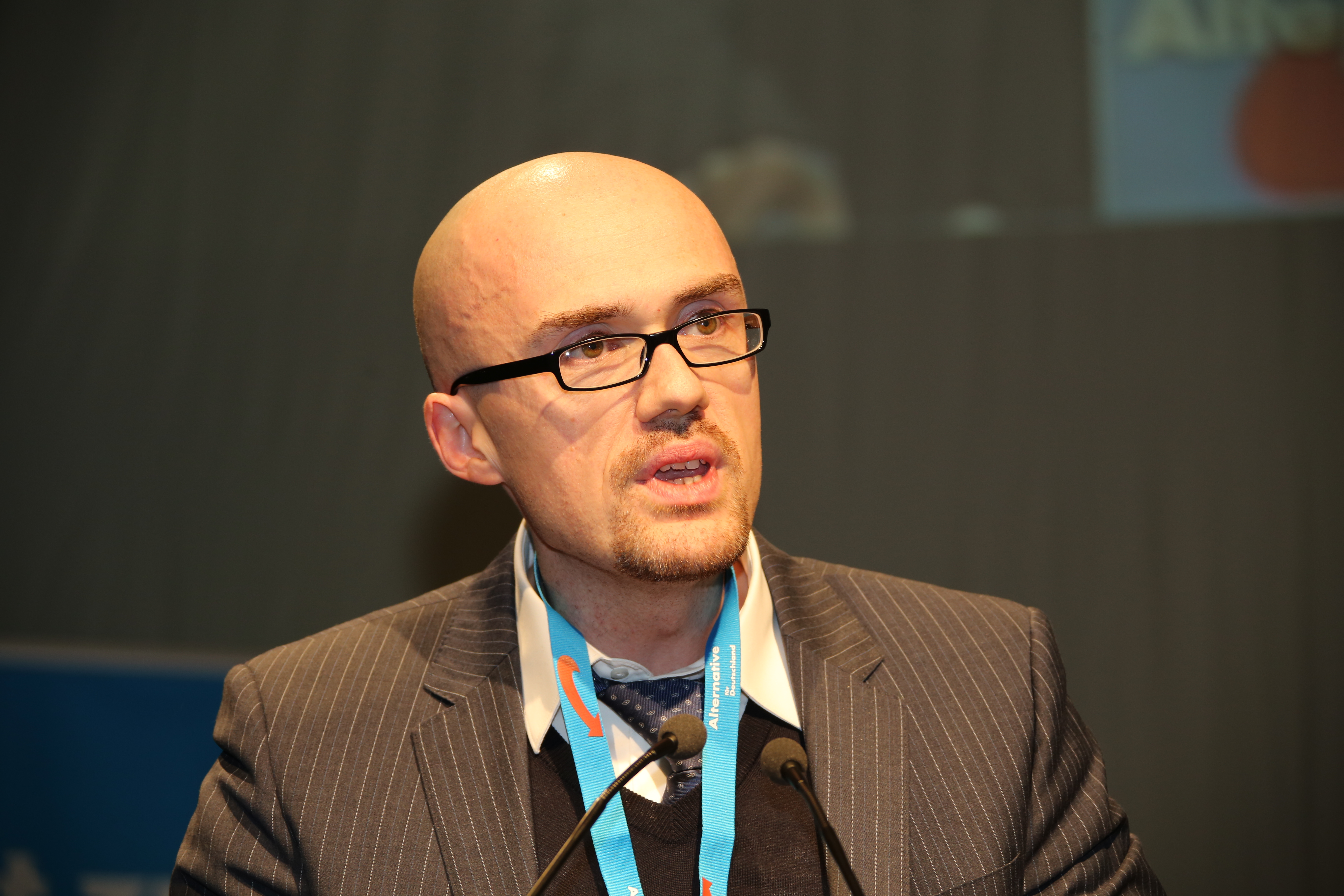
Hans-Thomas Tillschneider (* 1978)

- Tillsley, Bramwell (1931–2019), kanadischer General der Heilsarmee
- Tillson, John C. F. (1915–2001), US-amerikanischer Offizier, Generalmajor der US-Army
- Tillström, Mikael (* 1972), schwedischer Tennisspieler
- Tilly, Albert Octave t’Serclaes de (1646–1715), spanischer Kriegsrat und Generalfeldmarschall, Vizekönig von Navarra, Aragon und Katalonien
- Tilly, Alfred von (1866–1946), deutscher Verwaltungsbeamter
- Tilly, Charles (1929–2008), US-amerikanischer Historiker, Politologe, Soziologe
- Tilly, Ferdinand Lorenz von (1666–1724), Philosoph und Bauherr
- Tilly, Hans, Kärntner Großindustrieller und Großgrundbesitzer
- Tilly, Heinrich (1931–2022), österreichischer Bildhauer und Maler
- Tilly, Jacob (* 1979), deutscher Basketballspieler
- Tilly, Jacques (* 1963), deutscher Illustrator, Bildhauer und Karnevalswagenbauer
- Tilly, Jennifer (* 1958), US-amerikanische Schauspielerin und Pokerspielerin
- Tilly, Johann T’Serclaes von (1559–1632), Heerführer im Dreißigjährigen KriegJohann T’Serclaes von Tilly (1559–1632)

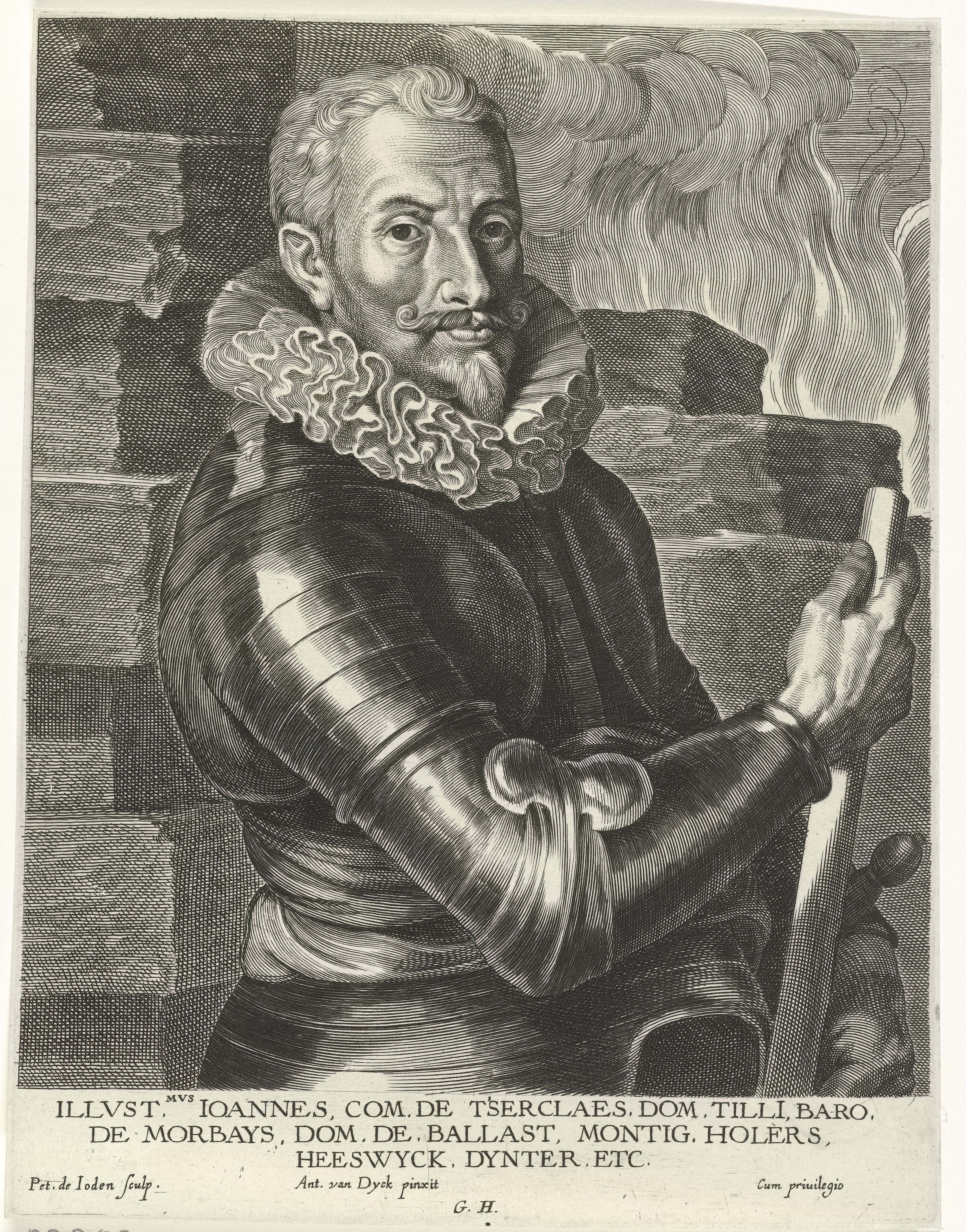
Johann T’Serclaes von Tilly (1559–1632)

- Tilly, Joseph (1837–1906), belgischer Mathematiker und Militär
- Tilly, Louise A. (1930–2018), amerikanische Historikerin und Hochschullehrerin
- Tilly, Meg (* 1960), US-amerikanische Schauspielerin, Tänzerin und Autorin
- Tilly, Michael (* 1963), deutscher Hochschullehrer der Judaistik
- Tilly, Ottokar von (1823–1881), preußischer Generalleutnant, Direktor des Departements für das Invalidenwesen im Kriegsministeriums
- Tilly, Richard H. (1932–2023), US-amerikanischer Wirtschafts- und Sozialhistoriker
- Tillyard, E. M. W. (1889–1962), britischer Literaturwissenschaftler und Hochschullehrer
- Tillyard, Robin John (1881–1937), australischer Entomologe

### Tilm
- Tilman von Hachenburg, deutscher Glockengießer
- Tilman, Adérito António Pinto (* 1973), osttimoresischer Beamter und Jurist
- Tilman, Alexandre Vital da Cruz Araújo, osttimoresischer Diplomat
- Tilman, António Maria Nobre Amaral (* 1964), osttimoresischer Politiker
- Tilman, Bill (1898–1977), britischer Bergsteiger, Entdeckungsreisender und Buchautor
- Tilman, David (* 1949), US-amerikanischer Ökologe
- Tilman, Harry (1960–1994), deutscher Maler
- Tilman, Luís, osttimoresischer Präsidentschaftskandidat
- Tilman, Manuel (* 1946), osttimoresischer Politiker
- Tilman, Sancha Margarida (* 1978), osttimoresische Politikerin
- Tilmann, August (1867–1923), Verwaltungsjurist und Regierungspräsident von Osnabrück.
- Tilmann, Brigitte (1941–2023), deutsche Juristin, Präsidentin des Oberlandesgerichts Frankfurt am Main
- Tilmann, Klemens (1904–1984), deutscher römisch-katholischer Theologe
- Tilmann, Otto (1862–1934), deutscher Chirurg
- Tilmann, Raban (1940–2017), deutscher römisch-katholischer Ordensgeistlicher
- Tilmant, Théophile (1799–1878), französischer Geiger und Dirigent
- Tilmes, Simone (* 1973), deutsche Atmosphärenwissenschaftlerin

### Tiln
- Tilner, Bernd (* 1959), deutscher Fußballtorwart
- Tilner, Martin (* 1964), deutscher Fußballspieler
- Tilney, Agnes, englische Adlige
- Tilney, Edmund (1536–1610), englischer Beamter und Schriftsteller

### Tilo
- Tilo von Kulm († 1383), Verfasser des mittelhochdeutschen Gedichts Von siben Ingesigeln
- Tilokarat (1409–1487), 9. König der Mengrai-Dynastie
- Tilon, Lia (* 1965), niederländische Schriftstellerin
- Tilopa (988–1069), indischer Vorvater der Kagyü-Linie des tibetischen Buddhismus
- Tilouine, Jacques (* 1958), französischer Mathematiker

### Tilp
- Tilp, Andreas (1963–2021), deutscher Rechtsanwalt

### Tils
- Tilsch, Joachim (* 1959), deutscher Kunstmaler
- Tilsner, Brigitte (1918–2002), deutsche LDPD-Funktionärin
- Tilsner, Klaus (* 1934), deutscher Schauspieler und Synchronsprecher
- Tilsner, Kurt (1909–1989), deutscher Maler
- Tilson, Fred (1904–1972), englischer Fußballspieler
- Tilson, Joe (1928–2023), britischer Maler, Grafiker und Reliefkünstler
- Tilson, John Q. (1866–1958), US-amerikanischer Politiker
- Tilston, Keith (* 1982), US-amerikanischer Pokerspieler
- Tilston, Will (* 2007), britischer Schauspieler

### Tilt
- Tiltman, Hubert Hessell (1897–1976), britischer Journalist und Schriftsteller
- Tiltman, John (1894–1982), britischer Offizier und Kryptoanalytiker
- Tilton, Charlene (* 1958), US-amerikanische SchauspielerinCharlene Tilton (* 1958)

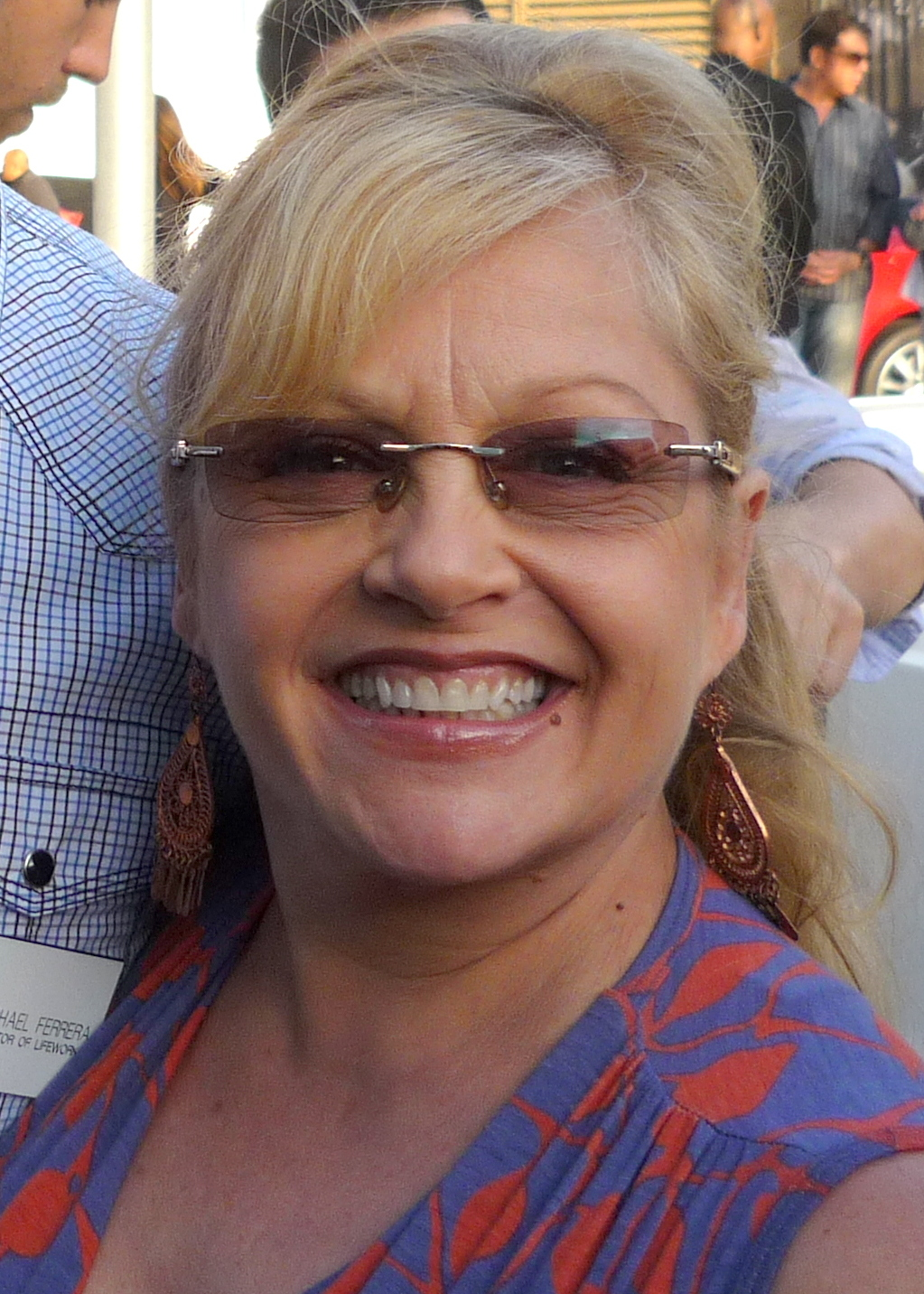
Charlene Tilton (* 1958)

- Tilton, George R. (1923–2010), US-amerikanischer Geochemiker
- Tilton, James (1745–1822), US-amerikanischer Arzt und Politiker
- Tilton, Martha (1915–2006), US-amerikanische Swing-Sängerin
- Tilton, Robert (* 1946), US-amerikanischer Moderator, Autor, Unternehmer und Pastor
- Tiltsch, Frieda (1922–1994), österreichische Diskuswerferin

### Tilv
- Tîlvăr, Angel (* 1962), rumänischer Politiker (PSD) und Verteidigungsminister
- Tîlvescu, Denisa (* 1996), rumänische Ruderin

### Tilz
- Tilzer, Max (* 1939), österreichischer Biologe und Ökologe